# Герб лену Скараборг

Герб лену Скараборг (швед. Skaraborg läns vapen) — символ колишнього адміністративно-територіального утворення лену Скараборг.

## Історія
Герб цього лену затверджено 1942 року.
Лен Скараборг скасований 31 грудня 1997 року після об'єднання з ленами Ельвсборг та Гетеборг і Богус у теперішній лен Вестра Йоталанд.

## Опис (блазон)
У скошеному зліва на чорне та золоте поля лев в обернених кольорах із червоним озброєнням, у чорному полі вгорі ліворуч і внизу праворуч — по срібній шестипроменевій зірці.

## Зміст
Лен Скараборг уживав символ ландскапа Вестерйотланд.
Герб лену використовувався органами влади увінчаний королівською короною.